# Abbaye de Dierstein
L’abbaye de Dierstein est une ancienne abbaye bénédictine à Diez sur le site du château d'Oranienstein (de).

## Histoire
Le couvent est mentionné pour la première fois en 1153. Les comtes de Diez (de) sont probablement les donateurs. En 1221, la consécration d'une seconde église à Jean le Baptiste est garantie. À son apogée, l'abbaye est dotée de vastes possessions. Les statuts de la congrégation de Bursfelde sont introduits en 1466 par l'abbesse Elisabeth Beyer von Boppard, qui vient à l'origine de l'abbaye de Marienberg (de) (près de Boppard). En 1564, l'abbaye est dissoute. En 1634, on la décrit en ruines.
Lors de la construction de l'aile principale du château d'Oranienstein de 1672 à 1681, des sections individuelles de la chapelle et des pierres des ruines du monastère sont utilisées. Lors de la reconstruction du château de 1704 à 1709, les derniers éléments visibles provenant de l'abbaye disparaissent.

## Source de la traduction
- (de) Cet article est partiellement ou en totalité issu de l’article de Wikipédia en allemand intitulé « Kloster Dierstein » (voir la liste des auteurs).